# Винквист, Карл
Карл Густав Винквист (швед. Karl Gustaf Vinqvist; 15 октября 1883 — 19 ноября 1967, Лунд, Мальмёхус) — шведский гимнаст, чемпион летних Олимпийских игр 1908 года.
На Играх 1908 года в Лондоне Винквист участвовал только в командном первенстве, в котором его сборная заняла первое место.